# Фант, Эрик Микаэль
Эрик Микаэль Фант (швед. Eric Michael Fant; 1754—1817) — шведский священник, историк и педагог; член Шведской королевской академии словесности.

## Биография
Эрик Микаэль Фант родился 9 января 1755 в шведском городке Эскильстуна в семье священника Микаэля Фанта (1718—1754) и дочери мэра Кристины Стром, которая была потомком Катарины Буре. Образование получил в Уппсальском университете.
По окончании обучения стал пастором и профессором истории в альма-матер. Вместе с Карлом Густавом Нордином ещё в молодые годы стал издавать «Corpus historicum et diplomatum». Отличаясь феноменальною памятью, он, по мнению доктора всеобщей истории, профессора Императорского Санкт-Петербургского Университета Г. В. Форстена, «слишком вдался в изучение деталей и мелочей, которым придавал, наряду с важными фактами, слишком большое значение». В 1788 году Фант, сохранив профессуру, он стал служителем церкви в Алунде и Моркарле.
Написал до 328 мелких статей (диспутаций) и 14 программу посвященных истории шведского короля Густава Адольфа (1784—1785) и всеобщей истории с XVI века (1786—1800); составил продолжение истории Свена Лагербринга, доведенное до Стен Стура Младшего, и несколько учебников. 
В 1793 году Э. М. Фант был принял в члены Шведской королевской академии словесности.
Наиболее известный его труд под заглавием «Scriptores rerum suecicarum Medii Aevi» был издан в 1818 году.
Эрик Микаэль Фант умер 24 октября 1817 года в городе Уппсале.